# Михаел Мајр
Михаел Мајр (Адлванг, 10. април 1864 — Валденојкирхен, 21. мај 1922) је био канцелар Аустрије у Првој аустријској републици. Био је члан Хришћанске социјалне партије и историчар по занимању.

## Биографија
Рођен је у Алвангу у Горњој Аустрији. Студирао је историју и географију на универзитету у Бечу и стекао докторат 1890. године. 1897. до 1920. био је директор државног архива Тирола. 1900. је постао професор савремене историје на универзитету у Инзбруку.
Мајрова политичка каријера је почела у доба Аустроугарског царства. Од 1907 — 1911. је био члан царевинског савета, а од 1908 — 1914. члан скупштине Тирола. Када је на крају Првог светског рата царство престало да постоји Мајр је био делегат своје странке у Народној скупштини која је правила нацрт новог Устава Аустрије.
1920. Мајр је наследио Карла Ренера на месту канцелара Аустрије, као део коалиције између Хришћанске социјалне и Социјалдемократске партије Аустрије. У новембру 1920. постао је канцелар и министар иностраних послова Аустрије, водећи мањинску владу Хришћанско-социјалне партије. Дао је оставку 1. јуна 1921, као одговор на референдум који је сазван у Штајерској у којем се предлаже да та провинција напусти Аустрију и постане део Немачке.
Умро је годину дана касније у Валденојкирхену.

## Књижевна дела
- W. Lazius als Geschichtsschreiber Österreichs, 1894 ("В. Лазиус као аустријски историчар")
- "Der Generallandtag der österreichischen Erbländer in Augsburg 1525/26", у: Zeitschrift des Ferdinandeums 3(38), 1894 ("Генерални државни парламент аустријских наследних земаља у Аугсбургу, 1525-26")
- Erinnerungen an A. Hofer, 1899 ("Меомоари А. Хофера")
- Die Beziehungen Deutschlands zu Italien, 1901 ("Немачки односи са Италијом")
- Der italienische Irredentismus: Sein Entstehen und seine Entwicklung vornehmlich in Tirol, 1917 ("Италијански ирендетизам: Његови корени и развој, првенствено у Тиролу")